# Amperima velacula
Amperima velacula is een zeekomkommer uit de familie Elpidiidae.
De wetenschappelijke naam van de soort werd in 1967 gepubliceerd door C.P. Agatep.